# 208 (число)
Вижте пояснителната страница за други значения на 208.
208 (двеста и осем) е естествено, цяло число, следващо 207 и предхождащо 209.
Двеста и осем с арабски цифри се записва „208“, а с римски цифри – „CCVIII“. Числото 208 е съставено от три цифри от позиционните бройни системи – 2 (две), 0 (нула), 8 (осем).

## Общи сведения
- 208 е четно число.
- 208-ият ден от годината е 27 юли.
- 208 е година от Новата ера.